# Boutlélis
Boutlelis là một đô thị thuộc tỉnh Oran, Algérie. Dân số thời điểm năm 2002 là 17.599 người.